# Pedro Boticário
Pedro José de Almeida, o Pedro Boticário (Porto Alegre, 1799 — Porto Alegre, 8 de abril de 1850) foi um boticário, jornalista, advogado, juiz de paz brasileiro.
Filho de pais desconhecidos, segundo seu certificado de batismo, era homônimo de um outro boticário da cidade, falecido em 1807. Inimigo radical dos portugueses, ao qual chamava de "galegos" ou "monstros lusitanos", chegou a propor aos pares farrapos a deportação dos lusitanos suspeitos à causa liberal, listando mais de 400 nomes.

## Jornalista
Um dos primeiros jornalistas do Rio Grande do Sul, defensor ferrenho da liberdade de expressão, ostensivo até por demais em suas redações, regadas a uma exaltação que beirava ao descontrole. Fora redator ou colaborador de diversos jornais e tabloides, entre eles o
COMPILADOR EM PORTO ALEGRE (outubro de 1831 a novembro de 1832), que fora redigido no Gabinete de Leitura Continentino e o ECO PORTO-ALEGRENSE.
Em fins de novembro de 1833 fundou o tabloide “Idade de Pau”, conhecido por ser tão pequeno em tamanho quanto grande em violência verbal, o próprio nome já vinha em crítica ao tabloide monarquista “Idade d'ouro do Brazil”, e seu titulo na capa era seguido de um cacetete toscamente desenhado, já refletindo a índole do seu conteúdo. Foi publicado inconstantemente, onde dizia ele mesmo: “Publica-se esta Folha quando quiserem os Senhores Redatores...”, porém achasse realmente que Pedro Boticário foi o único redator do tabloide.
O aparecimento do “Idade de Pau” assinalou uma época interessante do jornalismo na província. Em paralelo ao perturbado governo de José Mariani, os ânimos estavam exaltados. Nos extremos, criaram-se jornalecos que nada respeitavam e que jogavam-se uns aos outros, os mais atrozes insultos.
Ainda em 1833 aparece um recado assinado por Pedro José de Almeida, publicado na edição número 59 do Recopilador Liberal, com turbulento discurso, como segue:
“Srs. Redactores do Recopilador Liberal.
Só a proibidade, morigeração, docilidade, continencia, brio, e honra podem faser o Cidadão merecedor da estimação, respeito, e consideração dos seus similhantes: ao contrario a intemperança, a soberba, o orgulho, a desmarcada presumpção de si mesmo, a vaidade, e a impostura são vicios terriveis, que degradão o homem, e o tornão objecto do odio, e despreso de seus Concidadãos. Baseado nestes principios dictados pela sã moral eu passo pela primeira vez a louvar, não intotum, o commedimento, para comigo, do Sr. Joaquim José de Araújo.
Escrivão da extincta Junta, o qual não nho sido despachado, como suspirava, Inspector da nova Thesouraria da Provincia, já teria o nome lançado no livro dos Obitos, ou de esquecimento, se não fora o ter elle emprehendido a redacção do Inflexivel, á cuja leitura convido o Publico para depois avaliar com attenção a decencia, moderação, juiso, e prudencia daquelle Sr. Lupus mutat pilum, sed non mentem.
Emfim a Sentença do Grande Marco Aurelio é tão energica, que preenche completamente os meus desejos; e por isso tambem della me sirvo em resposta ao Sr. Joaquim José de Araujo, ex-Escrivão: - O MELHOR MODO DE SE VINGAR DE UM INIMIGO É NÃO SE PARECER COM ELLE: - ao que accrescento: quod natura dat, nemo negare potest. A respeito das reflexões do Continentino, eu as despreso, porque o seu Redactor as inserio para agradar á seu amo.
Sou, Srs. Redactores, seu assignante - Pedro José de Almeida.”

## Juiz
Assumiu como juiz de paz, eleito, em 22 de janeiro de 1834, depois escolhido, em 16 de junho de 1835, pela Câmara Municipal, como juiz municipal, em substituição a Vicente Ferreira Gomes, afastado por motivo de doença. Sempre se mostrou inflexível, surdo a rogos: colocava conveniências, amigos e parentes à parte, aplicando-lhe a pena conforme o rege.
Quando lhe foi presente o requerimento em que um português pedia exclusão do alistamento para o serviço da guarda nacional, alegando ser estrangeiro, como provava a papeleta anexa ao requerimento. Pedro, despachou com o seguinte texto:
“Como requer, á vista do documento junto, e nem a nação brazileira precisa de aventureiros para o seu serviço, pois que tem em seus filhos a força precisa para sustentar a gloriosa revolução de 7 de Abril.”
Mas o caso mais famoso é contra José Egídio Gordilho de Barbuda Filho, o 2º Visconde de Camamú era oficial do Exército, e em 1834 assacou tremendas injúrias contra o Major João Manoel e Lima e Silva, comandante do 8º Batalhão de Caçadores, que instaurou-lhe um processo. Pedro Boticário fora designado juiz da causa, o condenou a quatro meses de cadeia e metade do tempo de multa, o visconde ainda apelou da sentença que foi confirmada pelo tribunal de paz.
A sentença deveria ser cumprida na cadeia civil, conforme preceituava o código da época, porém o presidente da província (Dr. Antonio Rodrigues Fernandes Braga), íntimo amigo do visconde, infringindo a Lei, mandou recolhe-lo ao Corpo de Permanentes, onde evitaria maior vexame e teria uma estadia mais confortável. Pedro Boticário desconformou-se com isso, e descontente oficiou o presidente expondo-lhe as disposições terminantes para cumprimento da pena do visconde, falando que “do contrário, a Lei se tornaria inútil e o crime triumfante por falta de verdadeira punição”.
O presidente respondeu-lhe dizendo que já havia ordenado ao comandante do Corpo de Permanentes a entrega do preso, porém no dia seguinte, novamente oficiou a Pedro dizendo-lhe que havia revogado a ordem, dado ao visconde achar-se seriamente enfermo. Pedro entendeu a malícia e, como não era homem de se deixar iludir, expediu ao presidente um novo oficio, com motivos tão convincentes que exigia o cumprimento da pena imposta ao visconde. A consistência dos seus argumentos, fez com que onze dias depois, o visconde, que outrora era conhecido como oficial do Exército e filho de ex-presidente da província, fosse recolhido a cadeia publica como um plebeu qualquer.
O teor da carta que Pedro Boticário enviou à Fernandes Braga segue:
“Prescindindo da promptidão com que V. E xa. concebeu a inopinada enfermidade do réo, cuja manha é assaz patente a V. Exa., sem se lembrar das artimanhas e ardis que se costumam empregar para illudir a lei e ficar impune o crime, por isso declaro a V. Exa. que jámais julgarei o réo visconde de Camamú á minha disposição, sem o haver recebido, e muito principalmente havendo-o V. Exa. mandando recolher ao hospital, sem eu ser ouvido, estando elle já á minha disposição. Finalmente, enthusiasta pela liberdade e pela lei, eu certifico a V. Exa. que a execução da sentença do réo visconde de Camamú só ha de ter principio o seu cumprimento na cadeia publica, onde devem soffrer as penas impostas os pobres, os ricos, os viscondes, os marqueses e os poderosos, como ordena o art. 179 § 13 da constituição política do imperio."

## Vereador
Em 7 de dezembro de 1831 tornou-se vereador em Porto Alegre, havendo apresentado denúncia contra Silvestre de Souza Telles por estar pretendendo usurpar uma área da Praça da Alfândega, ali construindo um trapiche ou coisa semelhante; também ofereceu a seus pares um projeto de "casa de correção com trabalho" para substituir a hedionda cadeia então existente.

## Batalha do Fanfa e morte
Na batalha do Fanfa foram fatalmente mortos 120 farrapos, além de um grande número de feridos e 15 bocas de fogo perdidas. Naquele momento, Bento Manoel – o vira-casaca que de hora comandava as tropas imperiais – permitiu que fossem retirados muitos prisioneiros, concedendo até salvo-condutos a alguns, e remeteu no dia 5 de outubro de 1836 para Porto Alegre, 12 oficiais presos, entre eles Pedro Boticário. Como garantia de que não seriam perseguidos os chefes revolucionários que depusessem as armas, Bento Manoel deu ao seu adversário Bento Gonçalves este importante documento, prova de que houve capituação:
“Recebo como irmãos e afianço serem livres de perseguições, conforme as ordens do governo do Brazil, os indivíduos que se apresentarem e reconhecerem o governo legal do mesmo Brazil e da provincia: os que se acham n'esta ilha, hoje mesmo; os que estão na Charqueada, dentro de quatro dias, e os de Jaguarão e Pelotas no praso de quinze dias, inclusos n'estes todos os chefes que têem acompanhado o coronel Bento Gonçalves da Silva e o mesmo coronel, entregando todo o parque de artilheria, armamentos e munições na occasião de se apresentarem.
Campo no porto do Fanfa, 4 de outubro de 1836
Bento Manoel – Commandante das armas”.
Tal documento nenhum efeito produziu em favor ao chefe da revolução nem aos seus companheiros, foram todos metidos no navio Presiganga, de Porto Alegre e mais tarde transferidos para as fortalezas de Santa Cruz e Lage, no Rio de Janeiro.
Mais tarde Bento Gonçalves e Pedro Boticário foram transferidos para a Fortaleza de Lage.
Uma noite, proporcionou-se a ambos excelente oportunidade de fuga. Achava-se a pequena distância a embarcação que os deveria receber; atravessaram estreito corredor subterrâneo, limaram uma grade de ferro, quando após enorme dificuldade em mover as barras de ferro, perceberam que só Bento Gonçalves poderia passar entre as varas deslocadas. Pedro Boticário viu com tristeza que era demasiadamente gordo para fugir por ali. Conformou-se em ficar. Bento Gonçalves, porém, compreendendo a grave responsabilidade que sua fuga acarretaria ao seu leal amigo e correligionário, cedeu ao impulso de seu coração generoso, voltaram ambos para o cárcere.
Logo em seguida, em meados de 10 de agosto de 1837, o governo ordenou que Pedro Boticário fosse transferido para a Fortaleza do Brum, em Pernambuco, e Bento Gonçalves para a Fortaleza de S. Marcello, na Bahia, separando os dois companheiros de sela.
Pedro Boticário só se viu livre em 1846, após a anistia dos farrapos, retornando para Porto Alegre e falecendo em 7 de abril de 1850, aos 51 anos, deixando para seus filhos uma casa na praia, uma casa próximo da igreja, escravos, dinheiro com banqueiros e outras receitas provenientes de ganhos da órdem judicial.
Provavelmente tenha sido enterrado no cemitério da Santa Casa de Porto Alegre, pois era o único cemitério da cidade nesta época, as causas não foram definidas e ainda não puderam ser documentadas.